# Тебесса
Тебе́сса (араб. تبسة‎, бербер. ) — город на северо-востоке Алжира, в 20 км от границы с Тунисом, административный центр одноимённых вилайета и округа. Население — 170 000 человек (по оценке 2005 года).

## История
Тебесса возникла в VII веке до н. э. в качестве карфагенского военного форпоста. В 146 году до н. э. Тебесса перешла под власть Римской империи; римляне называли город Тевесте (лат. Theveste). При римлянах город развивался; к концу правления императора Траяна население Тевесте составляло около 30 000 чел. С V века до нас дошла римская крепость, обнесённая стеной, с 12 башнями и 4 воротами; а также христианская базилика (IV век).
В V и VI веках Тебесса подвергалась нападениям варваров, вследствие чего пришла в упадок; пока, наконец, не была практически полностью разрушена во время эпохи арабских завоеваний в VII веке. Возрождение Тебессы началось только в XVI веке, когда турецкие завоеватели разместили здесь небольшой воинский гарнизон. Владычество турок продолжалось вплоть до 1830 года, когда Тебесса, так же, как и остальная территория северного Алжира, были захвачены Францией.
Французская власть длилась до 1962 года, когда Алжир получил независимость.

## Экономика и транспорт
Основу экономики города составляют: добыча фосфатов, торговля зерном, травой эспарто (идущей на производство бумаги), а также овцами.
Также Тебесса является важным транспортным пунктом; город соединён авто- и железными дорогами, как с крупнейшими городами самого Алжира, так и с Тунисом. У Тебессы есть свой аэропорт.

## Известные уроженцы
- Робер Мерль — французский писатель.